# Zdeněk Pavlík (politik)
Zdeněk Pavlík (* 4. prosince 1953) je český politik České strany sociálně demokratické, od roku 2008 člen Rady Jihomoravského kraje, od roku 2012 do ledna 2016 náměstek hejtmana Jihomoravského kraje.

## Život
Narodil v roce 1953, žije ve Slavkově u Brna. Po absolvování střední ekonomické školy působil jako vedoucí provozních jednotek s.p. Potraviny Brno, od roku 1991 byl ředitelem soukromé společnosti. Při zaměstnání vystudoval Univerzitu Tomáše Bati ve Zlíně.

## Veřejné působení
V letech 2000 až 2016 byl členem Zastupitelstva Jihomoravského kraje. Ve volebním období 2004 až 2008 byl členem Výboru finančního zastupitelstva Jihomoravského kraje a místopředsedou Komise dopravy a územního plánování Rady JMK.
Na ustavujícím zasedání krajského zastupitelstva v listopadu 2008 byl zvolen členem Rady Jihomoravského kraje. Tuto funkci vykonával celé volební období. Do jeho kompetence patřila oblast dopravy. V novém volebním období krajského zastupitelstva byl v listopadu 2012 zvolen náměstkem hejtmana Jihomoravského kraje, do jeho kompetence spadá oblast majetku a dopravy.Na tuto funkci rezignoval v závěru roku 2015 (s účinností od 1. února 2016). Svoji abdikaci zdůvodnil tím, že už v nadcházejících krajských volbách nebude kandidovat.
Je členem ČSSD, v roce 2012 byl potvrzen ve funkci místopředsedy krajského výkonného výboru. Do listopadu 2015 zastával funkci prvního místopředsedu výboru.